# Phil Griffiths
Phil Griffiths (Guaiana Britànica, 18 de març de 1949) va ser un ciclista i director esportiu britànic. Com a ciclista sempre va córrer en equips amateurs, aconseguint els majors resultats en curses del calendari nacional. Va participar en els als Jocs Olímpics de 1976. Un cop retirat, va dirigir diferents equips ciclistes.

## Palmarès
- 1971
  - 1r al British Best All-Rounder
- 1973
  - 1r al Star Trophy
- 1974
  - 1r al British Best All-Rounder
- 1975
  - 1r al British Best All-Rounder
  - 1r al Star Trophy
- 1976
  - 1r al British Best All-Rounder
- 1978
  - 1r a l'Archer Grand Prix
  - Vencedor d'una etapa a la Milk Race
- 1979
  - 1r al British Best All-Rounder